# High Class Racing
High Class Racing est une écurie de sport automobile danoise. Elle a été fondée par le père de Anders Fjordbach en 1989 et son activité s'est arrêtée en 2004. Durant ces années, l'écurie participa au Championnat danois des voitures de tourisme. Anders Fjordbach couru un certain nombre d'années avec l'équipe tchèque ISR. Dennis Andersen et Anders Fjordbach participèrent ensemble aux 24 Heures de Spa au sein de l'écurie Grasser Racing Team. Ayant apprécié l'expérience, le High Class Racing repris du service afin de participer Renault Sport Trophy à partir de la saison 2016 avec un programme de deux ans.

## Histoire

### 2016

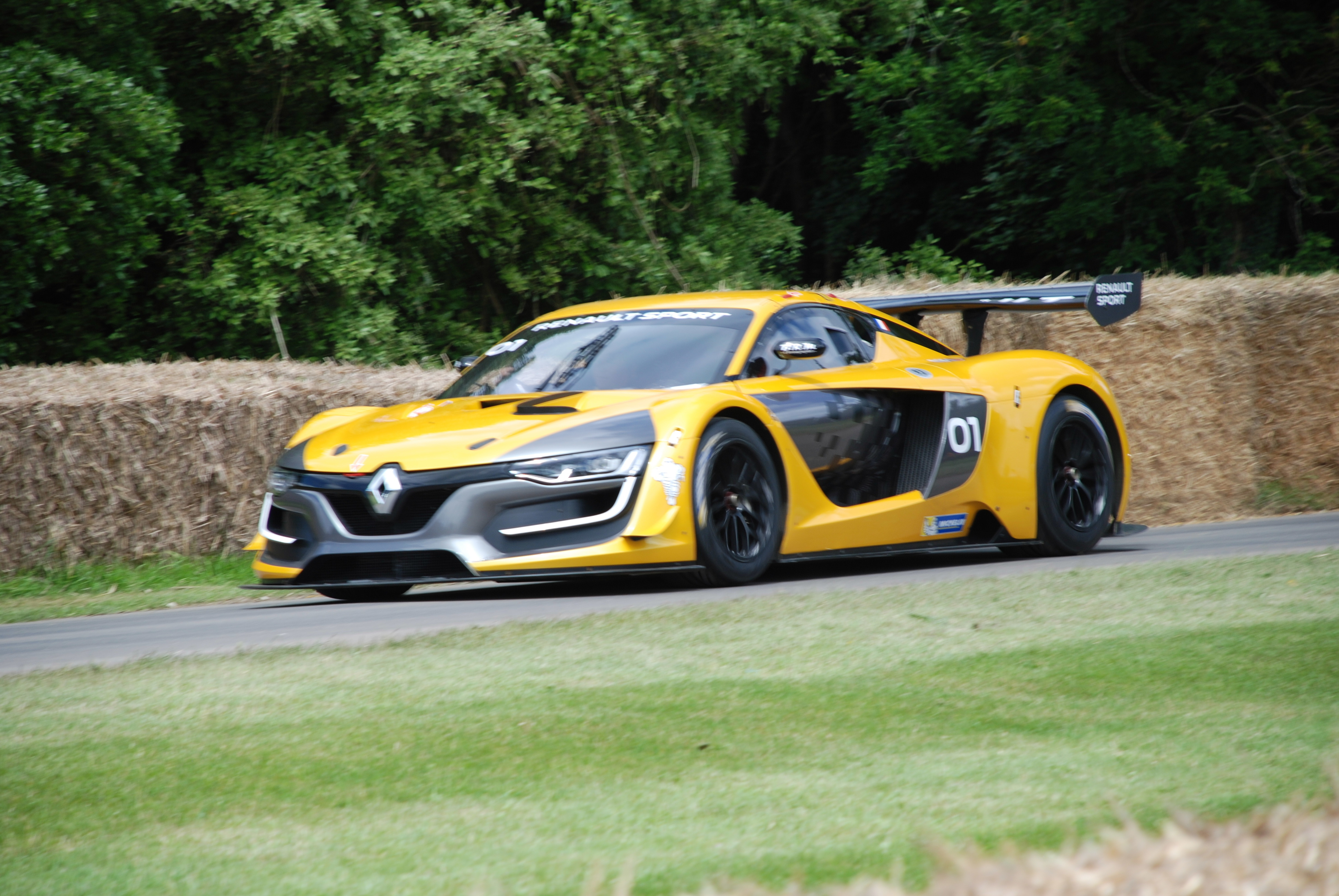
Renault Sport R.S. 01

Après un certain nombre d'années d'inactivité, le High Class Racing, tel le phénix reprend vie et rejoint le nouveau Renault Sport Trophy. L'équipe des ex-vedettes de la Clio Cup, Anders Fjordbach et Dennis Andersen, a tenté de faire impression dans cette discipline. Le programme original du High Class Racing au sein de cette discipline était originellement de deux ans. Malheureusement, le championnat disparaît en 2016 au bout de deux années d'existence et mis l'écurie à la recherche d'un nouveau challenge.

### 2017
À la suite de l’arrêt soudain des World Series by Renault, où le High Class Racing courait avec une Renault R.S.01, ils ont été forcés de changer de championnat. Le High Class Racing a dû trouver un championnat où il était possible de démarrer au même niveau que les autres concurrents en termes de connaissances de la voiture. L’arrivée des LMP2 de nouvelle génération était donc parfaite pour Le High Class Racing. Le fait de ne pas être passé par le LMP3 n'a pas troublé cette écurie car une évaluation avait montré que la R.S.01 est plus proche d’une LMP2 que d’une LMP3. Le High Class Racing a donc fait le choix d’engager une toute nouvelle Dallara P217, avec comme pilotes Anders Fjordbach et Dennis Andersen. L'écurie dispose de 2 châssis qui pourraient bien rouler tous les deux en 2018 même si la décision finale n'a pas encore été prise. L'équipe vise le FIA WEC et Le Mans à court terme en plus de l’ELMS.
Du fait de la jeunesse de l'écurie dans la discipline, un dossier pour une participation aux 24 Heures du Mans n'avait pas été déposé pour cette première année. Par contre, un soutien des Danois au SMP Racing a été apporté lors de cette épreuve,. Pour le début de saison, par réciprocité, l'écurie fût soutenue par des membres du SMP Racing et a obtenu de très bons résultats en finissant deux fois sur le podium lors des 2 premières courses. La Dallara P217 rentrera ensuite dans le rang lorsque le soutien disparu et fini à la 6e place du championnat LMP2 2017.

### 2018
Pour la seconde année consécutives, le High Class Racing participe aux European Le Mans Series avec une Dallara P217 ayant bénéficiée du joker technique accordé par l'ACO afin que les performances de la Dallara P217 s'approche de l'Oreca 07, voiture référence de la catégorie. Comme l'année précédente, un dossier a été déposé afin de participer aux 24 Heures du Mans, mais la candidature de l'écurie ne dépassa pas le stade de la liste de réservistes pour l'épreuve.
Les performances atteintes durant la saison 2017 n'ont pas été rééditées et sur les six courses, l'écurie n’a obtenu comme meilleur classement qu'une 9e place aux 4 Heures de Silverstone et aux 4 Heures de Portimão. Elle finira le championnat 16e avec 5.5 points, une performance modeste après les deux podiums de la saison précédente.

### 2019
Après deux saisons passées à faire concourir la Dallara P217 aux European Le Mans Series, les pilotes du High Class Racing, Dennis Andersen et Anders Fjordbach, ont souhaité changer de voiture et passer à l'Oreca 07, jugée plus performante avec des pneus neufs, mais aussi sur la distance,. L'écurie franchit donc le pas et s'est inscrite de nouveau aux European Le Mans Series et a déposé un dossier afin de participer aux 24 Heures du Mans.

## Résultats en compétition automobile

### Renault Sport Trophy
| Année | Voiture               | no | Pilotes                          | ALC | ALC | ALC | IMO | IMO | IMO | RBR | RBR | RBR | CPR | CPR | CPR | SPA | SPA | SPA | EST | EST | EST | Pts. | Pos. |
| Année | Voiture               | no | Pilotes                          | En  | Am  | Pro | En  | Am  | Pro | En  | Am  | Pro | En  | Am  | Pro | En  | Am  | Pro | En  | Am  | Pro | Pts. | Pos. |
| ----- | --------------------- | -- | -------------------------------- | --- | --- | --- | --- | --- | --- | --- | --- | --- | --- | --- | --- | --- | --- | --- | --- | --- | --- | ---- | ---- |
| 2016  | Renault Sport R.S. 01 | 11 | Dennis Andersen Anders Fjordbach | Ret | 10  | 12  | 10  | 10  | 9   | Ret | 5   | Ret | 6   | 9   | 11  | Ret | 11  | Ret | 9   | 9   | 11  | 37   | 7e   |

### European Le Mans Series
| Année | no | Voiture      | Moteur                     | Classe | Pneus | 1                 | 2                 | 3                 | 4                 | 5                 | 6                 | Total | Pos. |
| ----- | -- | ------------ | -------------------------- | ------ | ----- | ----------------- | ----------------- | ----------------- | ----------------- | ----------------- | ----------------- | ----- | ---- |
| 2017  | 49 | Dallara P217 | Gibson GK428 4,2 l V8 Atmo | LMP2   | D     | SIL gén:3 cls:3   | MON gén:3 cls:3   | RBR gén:8 cls:8   | LEC gén:9 cls:9   | SPA gén:8 cls:8   | POR gén:7 cls:7   | 46    | 6e   |
| 2018  | 49 | Dallara P217 | Gibson GK428 4,2 l V8 Atmo | LMP2   | D     | LEC gén:13 cls:13 | MON gén:34 cls:14 | RBR gén:12 cls:12 | SIL gén:9 cls:9   | SPA Abd.          | POR gén:9 cls:9   | 5.5   | 16e  |
| 2019  | 20 | Oreca 07     | Gibson GK428 4,2 l V8 Atmo | LMP2   | D     | LEC gén:9 cls:9   | MON gén:16 cls:16 | BAR Abd.          | SIL gén:11 cls:11 | SPA gén:30 cls:15 | POR gén:12 cls:12 | 4     | 14e  |

### Championnat du monde d'endurance FIA
(Les courses en gras indiquent la pole position) (Les courses en italiques indiquent le meilleur temps)
| Année   | Voiture  | Moteur                     | Classe | Pneus | 1     | 2     | 3     | 4     | 5     | 6     | 7        | 8   | Position | Points |
| ------- | -------- | -------------------------- | ------ | ----- | ----- | ----- | ----- | ----- | ----- | ----- | -------- | --- | -------- | ------ |
| 2019–20 | Oreca 07 | Gibson GK428 4,2 l V8 Atmo | LMP2   | G     | SIL 7 | FUJ 4 | SHA 6 | BHR 7 | CAM 7 | SPA 7 | LMS Abd. | BHR | 8e       | 47     |
| 2021    | Oreca 07 | Gibson GK428 4,2 l V8 Atmo | LMP2   | G     | SPA 9 | POR 9 | MNZ 9 | LMS 8 | BHR 8 | BHR 8 |          |     | 10e      | 25     |

### 24 Heures du Mans

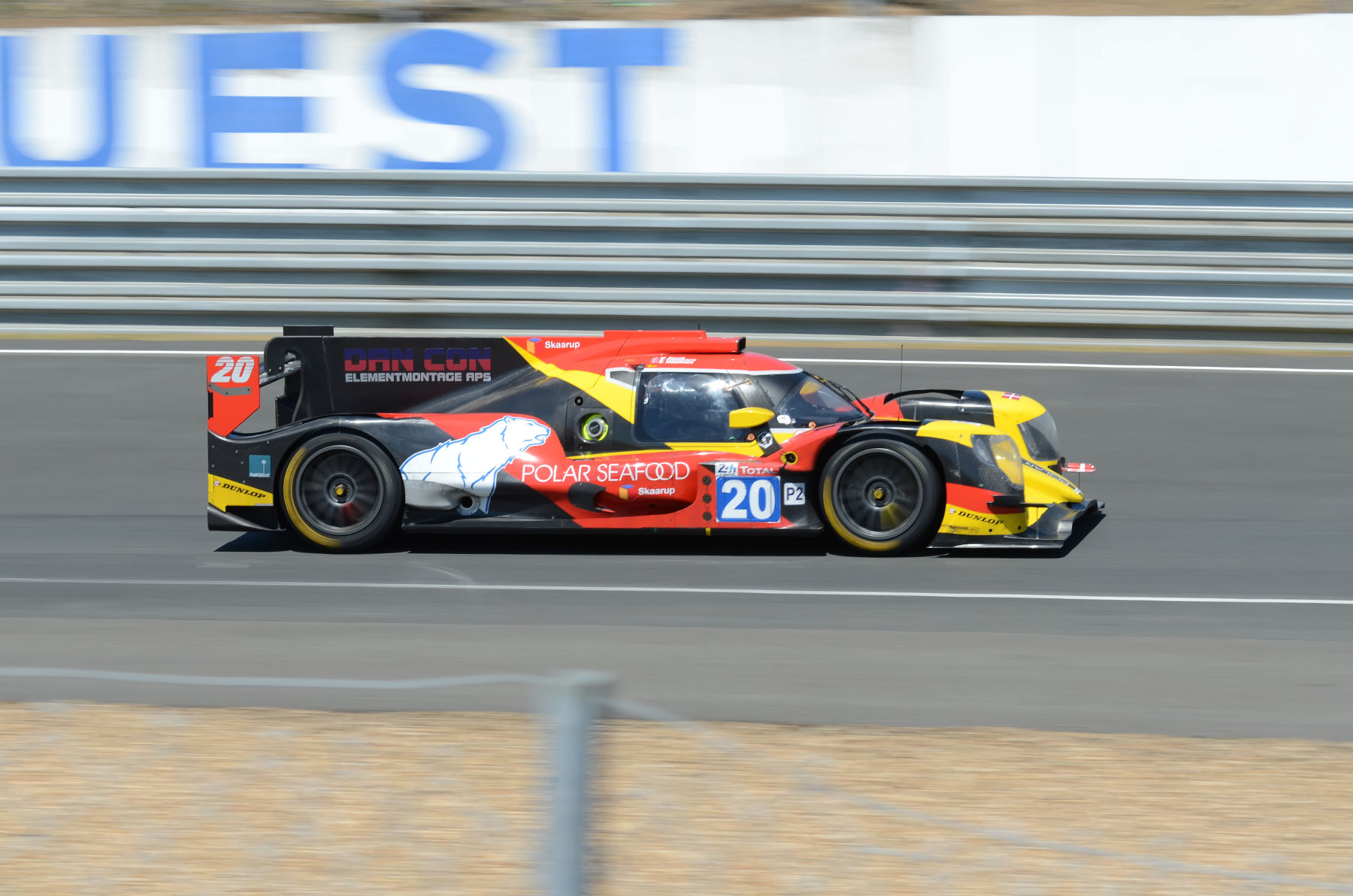
L'Oreca 07 de l'écurie High Class Racing aux 24 Heures du Mans

| Année | Classe | Copilotes                                       | Voiture  | Moteur                     | Pneus | Tours | Pos. | Class Pos. |
| ----- | ------ | ----------------------------------------------- | -------- | -------------------------- | ----- | ----- | ---- | ---------- |
| 2019  | LMP2   | Anders Fjordbach Dennis Andersen Mathias Beche  | Oreca 07 | Gibson GK428 4,2 l V8 Atmo | D     | 356   | 16e  | 11e        |
| 2020  | LMP2   | Anders Fjordbach Mark Patterson Kenta Yamashita | Oreca 07 | Gibson GK428 4,2 l V8 Atmo | M     | 88    | Abd. | Abd.       |
| 2021  | LMP2   | Dennis Andersen Ricky Taylor Marco Sørensen     | Oreca 07 | Gibson GK428 4,2 l V8 Atmo | M     | 353   | 18e  | 13e        |
| 2021  | LMP2   | Anders Fjordbach Jan Magnussen Kevin Magnussen  | Oreca 07 | Gibson GK428 4,2 l V8 Atmo | M     | 336   | 29e  | 17e        |

## Pilotes
- Dennis Andersen (2016-2022)
- Mathias Beche (2019)
- Anders Fjordbach (2016-2022)
- Ferdinand Habsburg (2021)
- Robert Kubica (2021)
- Jan Magnussen (2021)
- Kevin Magnussen (2021)
- Nico Müller (2022)
- Mark Patterson (2020)
- Fabio Scherer (2022)
- Marco Sørensen (2021)
- Ricky Taylor (2021)
- Kevin Weeda (de) (2022)
- Kenta Yamashita (2020)